# Flygrevyn
Flygrevyn är Nordens största kommersiella flygtidning. Den utkommer med åtta nummer per år och åtnjuter ett tämligen högt anseende bland flygintresserade. 
Tidskriften har sitt ursprung ur medlemsbladet KSAK-nytt, utgivet 1958–1966 av Kungliga Svenska Aeroklubben (KSAK). Från 1967 kallas tidskriften Flygrevyn. Den har utkommit i sin nuvarande form sedan 1981 och är nu helt självständig från alla organisationer.
Ägare, ansvarig utgivare och chefredaktör var under många år Christina Lindberg. Hösten 2015 ägs tidningen av Flygtorget AB, Albert Siösteen är ansvarig utgivare och Anders Carlsson chefredaktör.